# Scytodes nambiobyrassu
Espèce
Scytodes nambiobyrassu est une espèce d'araignées aranéomorphes de la famille des Scytodidae.

## Distribution
Cette espèce est endémique de l'État de São Paulo au Brésil,. Elle se rencontre vers Ribeirão Preto et Santa Rita do Passa Quatro.

## Description
Le mâle holotype mesure 5,3 mm et la femelle paratype 6,0 mm.

## Publication originale
- Rheims & Brescovit, 2009 : New additions to the Brazilian fauna of the genus Scytodes Latreille (Araneae: Scytodidae) with emphasis on the Atlantic Forest species. Zootaxa, no 2116, p. 1-45.